# 2-й механізований батальйон "Росомахи" (67 ОМБр)
2-й механізований батальйон "Росомахи" - підрозділ механізованих військ Збройних сил України. Перебуває у складі 67 ОМБр.

## Історія
Батальйон був сформований у травні 2022 року на базі резервних сотень та підрозділів ДУК ПС, які вже воювали у Київській області (крім 2-го та 4-го батальйонів). Підрозділ воював у Київській області та на сході України.
9 вересня 2022 року 6 тактична група "Росомахи" разом з іншими частинами 7-го центр ССД ССО (згодом 67 ОМБр) та іншими підрозділами сил оборони звільнили місто Куп’янськ під час "Балаклійської операції". 
Наприкінці 2022 року батальйон було переформовано у 2-й механізований батальйон 67-ї механізованої бригади.
Батальйон брав участь у боях за Бахмут .
Літом 2023 року батальйон тримав оборону під Кремінною: "2-й механізований батальйон 67 ОМБр обороняє ділянку в лісі. Дорога до них вкрай небезпечна, адже ворожі безпілотники постійно висять у небі, а російська артилерія б’є, не зупиняючись. Артилерійські дуелі тут можуть тривати цілодобово. Наші хлопці теж не відмовчуються і намагаються завдати супротивнику максимальних втрат. Працюють не тільки гармаші. Батальйонна розвідка робить вилазки в “сіру зону”, де вже з близької відстані обстрілює російські позиції." 
Під час російського наступу на Часів Яр батальйон в складі 67 ОМБр тримав оборону міста .